# Thorey-en-Plaine
Thorey-en-Plaine är en kommun i departementet Côte-d'Or i regionen Bourgogne-Franche-Comté i östra Frankrike. Kommunen ligger i kantonen Genlis som tillhör arrondissementet Dijon. År 2022 hade Thorey-en-Plaine 1 134 invånare.

## Befolkningsutveckling
Antalet invånare i kommunen Thorey-en-Plaine
Referens:INSEE